# Obergösgen
Obergösgen ist eine politische Gemeinde im Bezirk Gösgen des Kantons Solothurn in der Schweiz.

## Geographie

Luftbild (1970)

Obergösgen liegt auf 390 m ü. M. zwischen Olten und Aarau, 4 km ostnordöstlich der Stadt Olten (Luftlinie). Das Dorf erstreckt sich in einer weiten Niederung des Aaretals nördlich der Aare am Jurasüdfuss, im Osten des Solothurner Mittellandes.
Die Fläche des 3,6 km² grossen Gemeindegebiets umfasst einen Abschnitt des Solothurner Niederamtes. Die südliche Grenze verläuft teils entlang der alten Aare, die hier einen weiten Bogen nach Südosten zeichnet, teils auf der Niederterrasse südlich der alten Aare. Ein Grossteil des Wassers der Aare wird unterhalb von Olten in einen Seitenkanal (Gösger Kanal) abgeleitet und durch das bei Niedergösgen gelegene Elektrizitätswerk Olten-Gösgen genutzt. Der mittlere Teil des so genannten Schachen, der Insel zwischen dem ursprünglichen Aarelauf und dem Gösger Kanal, gehört ebenfalls zu Obergösgen. Von der Aare erstreckt sich der Gemeindeboden nordwärts über die breite Talniederung und die Ebene von Obergösgen bis auf das Tägermoos. Hier fliesst von Norden her der Stegbach in die Ebene und mündet östlich von Obergösgen in die Aare. Nordöstlich des Stegbachs reicht das Gebiet auf die Höhe des Buerwaldes, in dem mit 453 m ü. M. der höchste Punkt von Obergösgen liegt. Von der Gemeindefläche entfielen 1997 21 % auf Siedlungen, 29 % auf Wald und Gehölze, 43 % auf Landwirtschaft und etwas mehr als 7 % war unproduktives Land.
Zu Obergösgen gehören die Siedlung Schachen (384 m ü. M.) auf der Niederterrasse südlich der alten Aare, das Wohn- und Industriequartier Sandacker (382 m ü. M.) zwischen der Aare und dem Gösger Kanal und die Siedlung Stegbach (400 m ü. M.) am gleichnamigen Bach östlich an das Dorf anschliessend. Nachbargemeinden von Obergösgen sind im Norden Lostorf, im Osten Niedergösgen, im Süden Däniken und Dulliken sowie im Westen Winznau.

## Bevölkerung
Mit 2457 Einwohnern (Stand 31. Dezember 2023) gehört Obergösgen zu den mittelgrossen Gemeinden des Kantons Solothurn. Von den Bewohnern sind 86,2 % deutschsprachig, 3,3 % albanischsprachig und 2,7 % sprechen Italienisch (Stand 2000). Die Bevölkerungszahl von Obergösgen belief sich 1850 auf 366 Einwohner, 1900 auf 428 Einwohner. Im Verlauf des 20. Jahrhunderts stieg die Bevölkerungszahl bis 1970 kontinuierlich auf 1793 Personen an. Nach einer vorübergehenden Stagnationsphase wurde seit 1990 (1749 Einwohner) wieder eine deutliche Bevölkerungszunahme verzeichnet.

## Wirtschaft
Obergösgen war bis weit ins 20. Jahrhundert hinein ein vorwiegend durch die Landwirtschaft geprägtes Dorf. Schon früh entwickelte sich die Siedlung Schachen zu einer Umschlagstelle der Flösserei. Heute haben der Ackerbau, der Obstbau und die Viehzucht nur noch einen geringen Stellenwert in der Erwerbsstruktur der Bevölkerung. Zahlreiche weitere Arbeitsplätze sind im Gewerbe und im Dienstleistungssektor vorhanden. Kleinere Gewerbe- und Industriezonen sind vor allem im Gebiet des Schachen entstanden. Obergösgen weist hauptsächlich kleinere und mittlere Unternehmen der Branchen Bau- und Transportgewerbe, Informationstechnologie, Elektrotechnik, Maschinen- und Metallbau und mechanische Werkstätten auf. In den letzten Jahrzehnten hat sich das Dorf auch zu einer Wohngemeinde entwickelt. Viele Erwerbstätige sind deshalb Wegpendler, die überwiegend in den Regionen Olten und Aarau arbeiten.

## Verkehr
Die Gemeinde ist verkehrstechnisch gut erschlossen. Sie liegt an der Verbindungsstrasse von Olten entlang dem nördlichen Aareufer nach Aarau.

### Nahverkehr
Durch die Buslinie der BOGG (Busbetrieb Olten Gösgen Gäu), welche die Strecke von Olten nach Schönenwerd bedient, ist Obergösgen an das Netz des öffentlichen Verkehrs angebunden.
Rohr bei Olten wird nur morgens, abends und während den Schulstunden bedient. Stüsslingen wird im halbstündigen Takt bedient. Der Abschnitt Lostorf–Olten der Linie 507 hat einen viertelstündigen Takt.
- 501 Schönenwerd Bahnhof – Olten Bahnhof – Wangen bei Olten – Rickenbach – Hägendorf – Egerkingen Gäupark
- 507 (-Rohr b. Olten) – Stüsslingen Jura – Lostorf Dorfplatz – Obergösgen Dorf – Winznau Dorf – Trimbach – Olten Bahnhof – Wangen bei Olten – Kappel SO – Gunzgen – Härkingen – Egerkingen Bahnhof

Obergösgen ist auch an das Nachtnetz angebunden nach Olten sowie Schönenwerd.
- N57 Schönenwerd Bahnhof – Niedergösgen – Obergösgen – Winznau – Olten

## Geschichte
Obergösgen kann auf eine lange Siedlungstradition zurückblicken. In der Obergösger Hard wurden mehrere Grabhügel aus der Eisenzeit entdeckt, die in der Zeit zwischen 600 und 400 vor Christus angelegt wurden. An der Stelle der späteren Burg Göskon befand sich ein keltisches Refugium und wahrscheinlich auf dem Boden von Obergösgen auch eine Siedlung. Beim Bau des Gösger Kanals stiess man zudem auf Funde, welche auf eine römische Siedlung hindeuten.
Die erste urkundliche Erwähnung des Ortes erfolgte 1161 unter dem Namen Gozequovon. Später erschienen die Bezeichnungen Gözchen und Gözchon (1226), Gözzichon (1277), Göskon und Gössikon (1453). Erst als das Nachbardorf Bözach den Namen Niedergösgen annahm, wurde zur besseren Unterscheidbarkeit das alte Gösgen in Obergösgen umbenannt. Der Ortsname geht auf den althochdeutschen Personennamen Gozo zurück. Mit der Namensendung -gen (eigentlich ein Zusammenzug von -igkofen) bedeutet er so viel wie bei den Höfen der Leute des Gozzo, wobei so genannte Aussiedlerhöfe gemeint sind.
In der Talniederung nahe der Mündung des Stegbachs in die Aare erbauten die Freiherren von Gösgen im Hochmittelalter ihre Stammburg. Die Herrschaft Gösgen war ein Lehen der Grafen von Frohburg. Mit dem Bau einer neuen Burg wurde 1230 der Stammsitz nach Niedergösgen verlegt. Noch bis weit ins 14. Jahrhundert hinein war auch die alte Burg Göskon bewohnt. Nachdem die Freiherren von Gösgen in männlicher Linie ausgestorben waren, ging Obergösgen 1399 definitiv an die Falkensteiner über.
In arge Finanzschwierigkeiten geraten, musste Thomas von Falkenstein 1458 die gesamte Herrschaft an Solothurn verkaufen. Obergösgen wurde damit der Vogtei Gösgen und dem Gerichtskreis Lostorf zugeordnet. Nach dem Zusammenbruch des Ancien Régime (1798) gehörte Obergösgen während der Helvetik zum Verwaltungsbezirk Solothurn und ab 1803 zum Bezirk Gösgen.
Da die Aare bei Hochwasser jeweils grosse Überschwemmungen verursachte, war die Niederterrasse im Bereich von Obergösgen nicht besiedelbar. Zudem ergaben sich infolge der Verlagerung des Flusslaufs des Öfteren Grenzstreitigkeiten mit dem benachbarten Dulliken. Mit dem Bau des Gösger Kanals in der Zeit von 1913 bis 1917 wurde die Aare reguliert, was ein bedeutender Wandel des Landschaftsbildes nach sich zog. Weite Teile der Talaue wurden trockengelegt und neues Kulturland und Siedlungsgebiet gewonnen.

## Sehenswürdigkeiten
Die Pfarrkirche Sankt Maria Regina (früher Sankt Dionysius) geht ursprünglich auf das Mittelalter zurück. Eine neue Kirche wurde 1509 erbaut und 1642 erweitert. Obwohl der Heimatschutz Einsprache erhoben hatte, wurde diese Kirche 1954 mit Ausnahme des Käsbissenturms von 1509 abgerissen und durch ein neues Schiff ersetzt, das 1956 eingeweiht wurde. Die Kirchenfenster wurden von Paul Stöckli, der Chorraum und der Altar von Albert Schilling gestaltet. Auf dem Schachen zwischen dem alten Aarelauf und dem Gösger Kanal befinden sich Überreste der ehemaligen Burg Göskon.

## Bilder

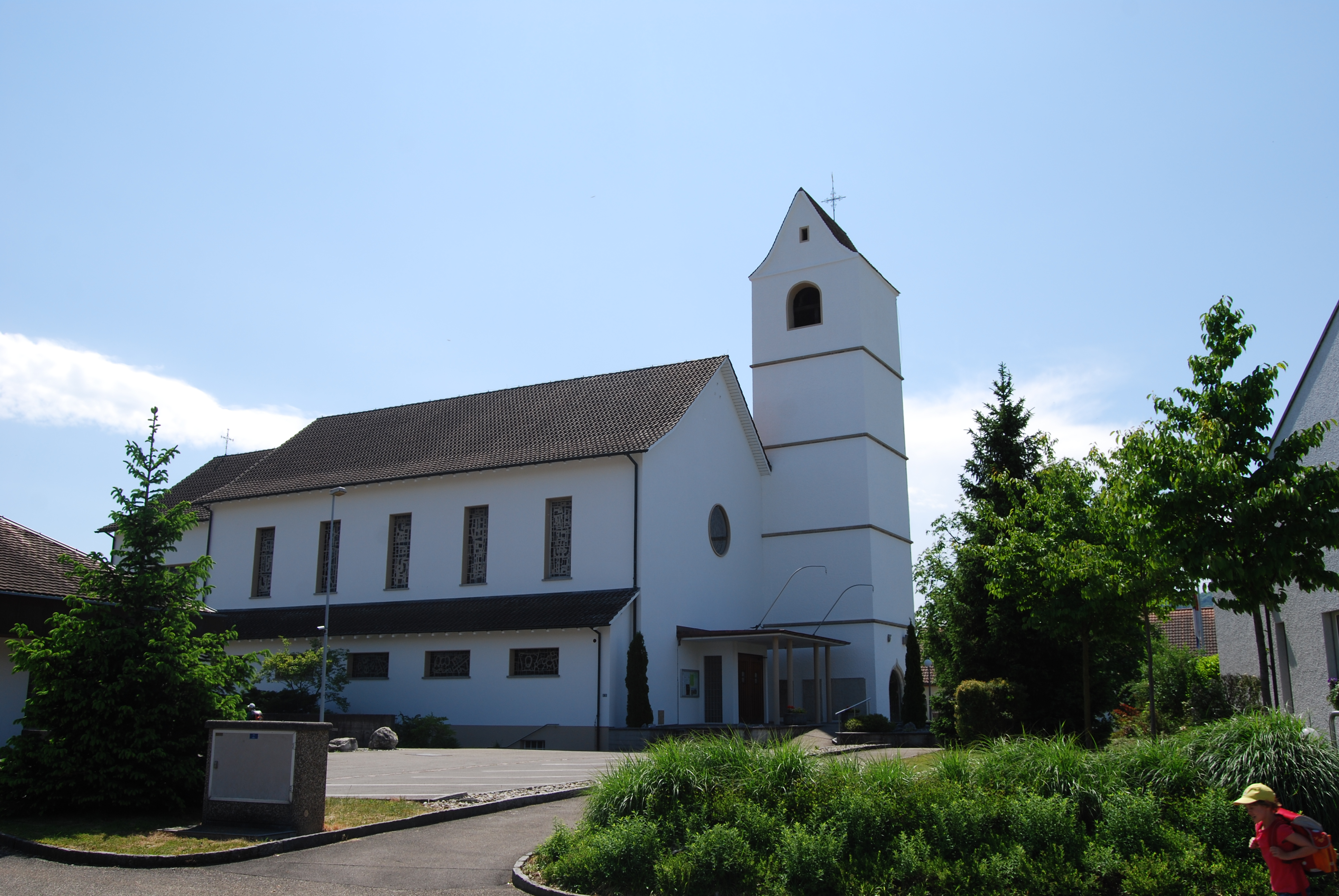
Pfarrkirche St. Regina
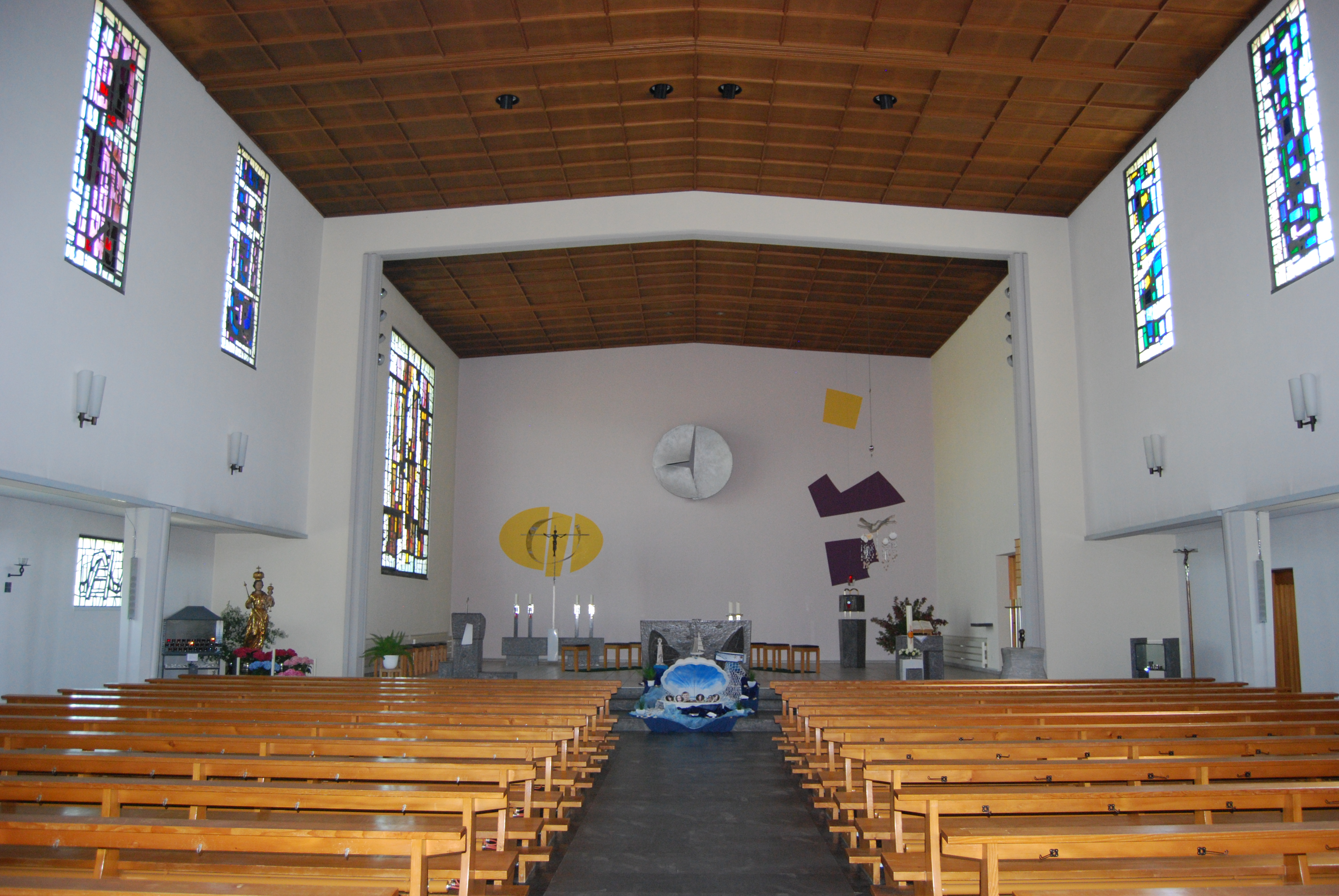
Kirche, Innenansicht
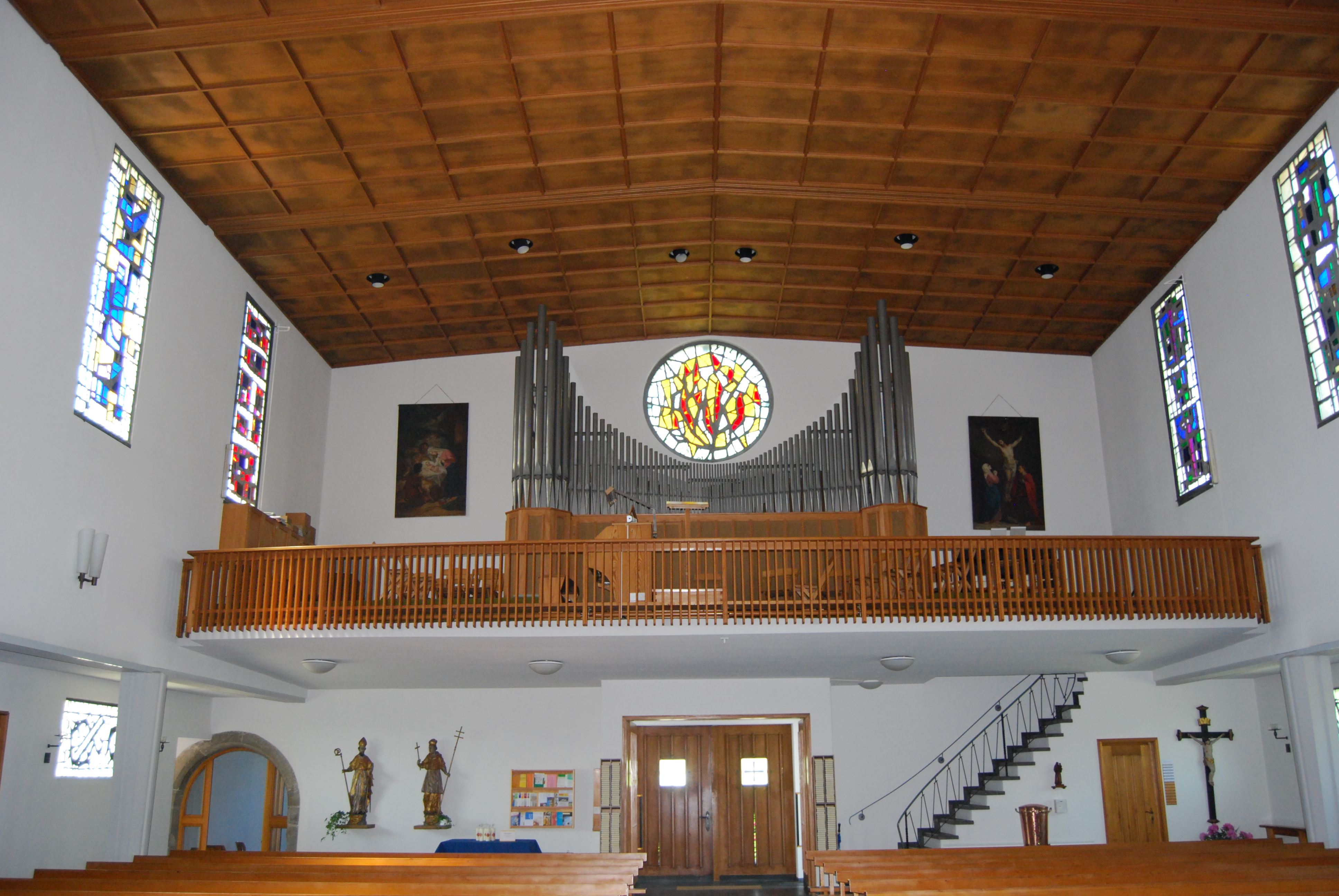
Orgel der Kirche St. Regina
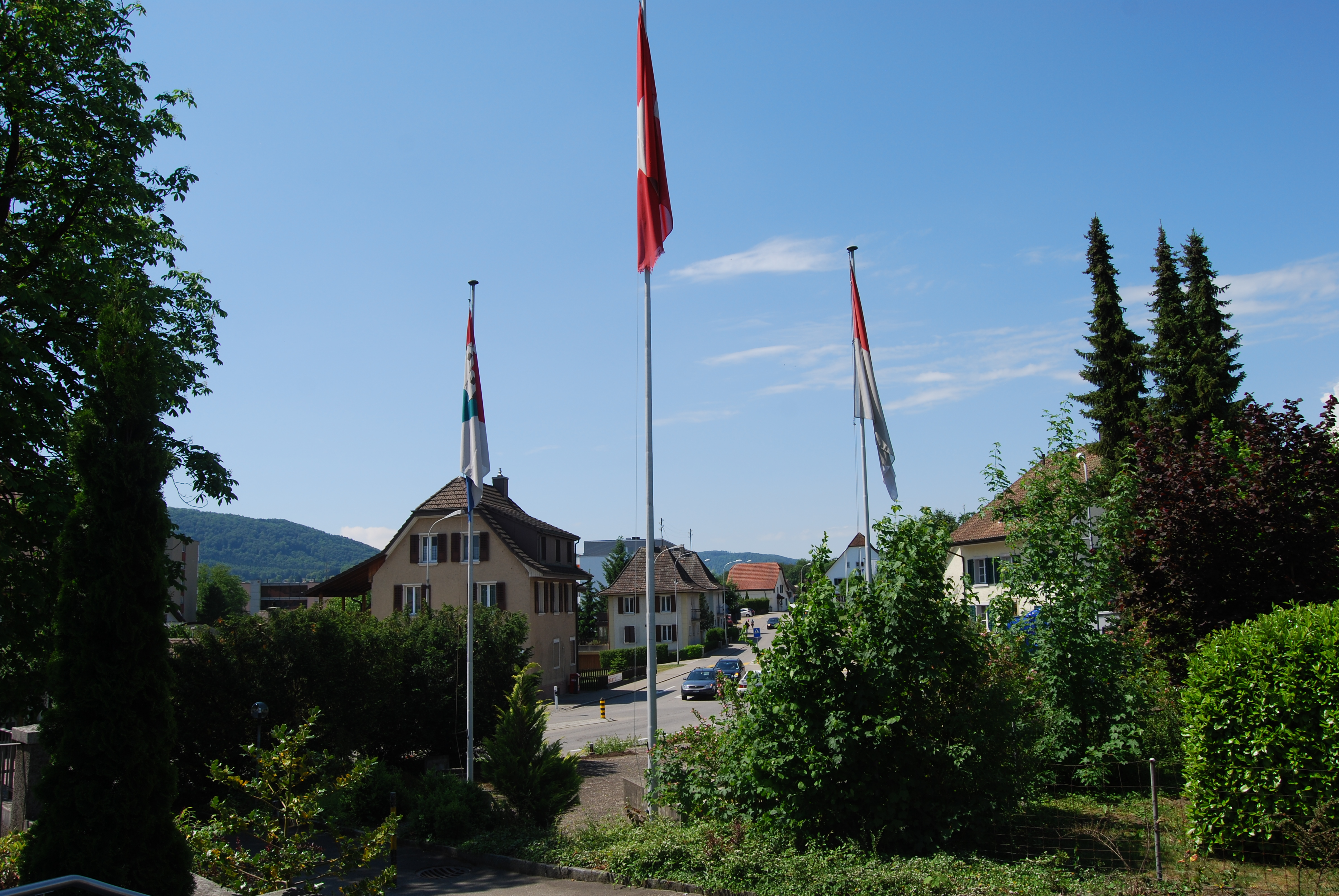
Blick von der Kirche auf die Hauptstrasse
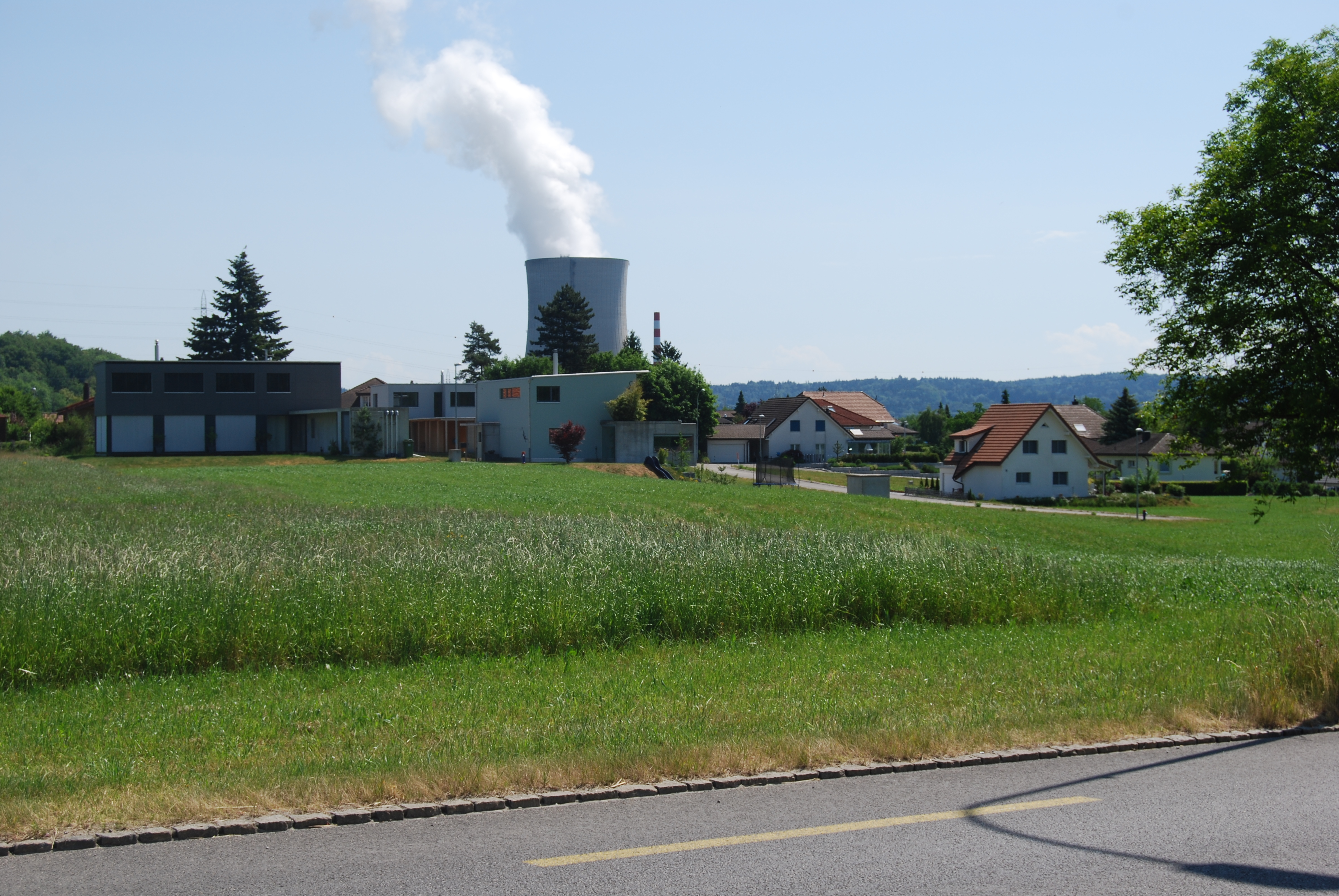
Blick auf das Kernkraftwerk
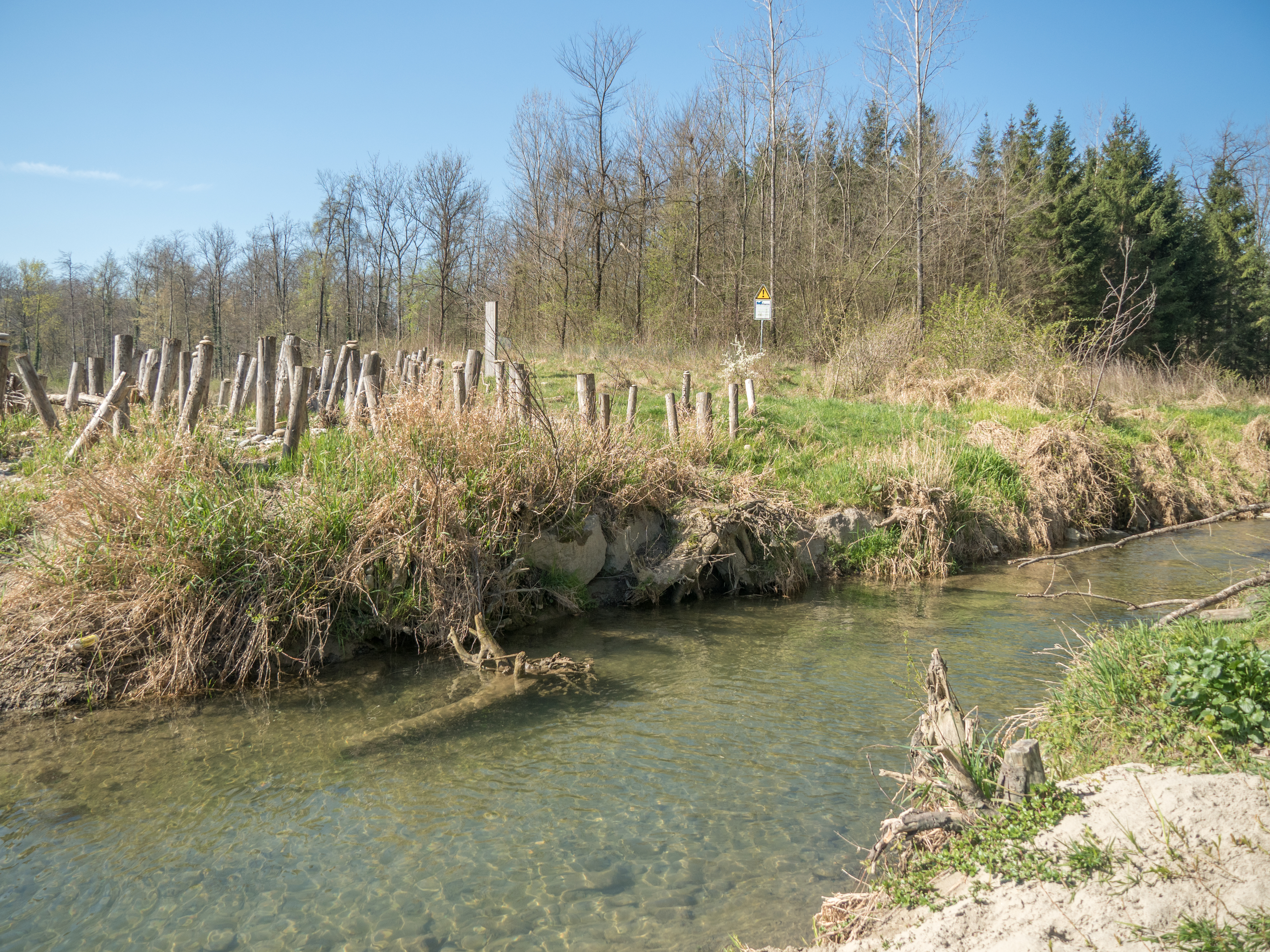
Mündungsbereich Stegbach mit eingerammten Fichtenpfählen

## Wappen
Blasonierung
In Schräglinks geteilt von Rot mit weisser zweitürmiger Burg auf grünem Dreiberg und von Weiss mit blauem schrägrechtem Wellenbalken.
Das Wappen greift auf das alte Amtei- und heutige Bezirkswappen zurück und spielt auf die Burg Göskon und die Lage an der Aare an.

## Persönlichkeiten
- Dieter Runkel (* 1966), Radrennfahrer